# Lambert Horn
Lambert Horn, né le 27 décembre 1899 à Düsseldorf et mort le 2 juin 1939 au camp de concentration d'Oranienbourg-Sachsenhausen, est un homme politique et résistant allemand.

## Biographie
Fils d'un secrétaire d'une compagnie de chemins de fer, il suit une formation de serrurier, puis s'engage volontairement dans la Marine allemande durant la Première Guerre mondiale. Libéré de son service militaire en 1920, il trouve un emploi comme aiguilleur de trains pour la Deutsche Reichsbahn, la nouvelle compagnie nationale des chemins de fer. Il adhère cette même année au Parti communiste d'Allemagne et à l'Union communiste des cheminots allemands. En 1925 il est licencié de la compagnie pour activisme syndical et devient reporter pour le journal communiste de Düsseldorf, Freiheit (Liberté), dont il devient en 1928 le rédacteur politique,.
En avril 1932 il est élu au Parlement prussien. Aux élections législatives allemandes de mars 1933, entachées de violences orchestrées par les nazis, il est élu député de la circonscription de Düsseldorf-est au Reichstag, le parlement national de la république de Weimar. Le gouvernement nazi n'autorise pas les députés communistes à siéger, et établit rapidement une dictature. Lambert Horn se joint à la résistance communiste, et participe à la coopération de celle-ci avec la résistance social-démocrate,,.
Arrêté par la Gestapo en novembre 1933, il est emmené au quartier général de la Gestapo, Prinz-Albrecht-Straße, et torturé puis maintenu en détention. En novembre 1934 le volksgerichtshof, tribunal politique nazi, le condamne à trois ans de prison. À l'issue de sa peine, il n'est pas libéré mais transféré au camp de concentration de Sachsenhausen. Il y meurt à l'âge de 39 ans « des suites de graves mauvais traitements ».
Il est l'un des anciens députés commémorés par le Mémorial en souvenir des 96 membres du Reichstag assassinés par les nazis, devant le palais du Reichstag.